# Sambuca di Sicilia
Sambuca di Sicilia là một đô thị của tỉnh Agrigento ở vùng Sicilia, có vị trí cách khoảng 60 km về phía tây nam của Palermo và khoảng 60 km về phía tây bắc của Agrigento. Vào thời điểm ngày 31 tháng 12 năm 2004, đô thị này có dân số 6.367 người và diện tích là 95,9 km².
Sambuca di Sicilia giáp các đô thị sau: Bisacquino, Caltabellotta, Contessa Entellina, Giuliana, Menfi, Santa Margherita di Belice, Sciacca.